# Kopoc
Kopoc - lokalna nazwa doliny nieckowatej o charakterze rozłogu, zlokalizowana jest w Nidku.

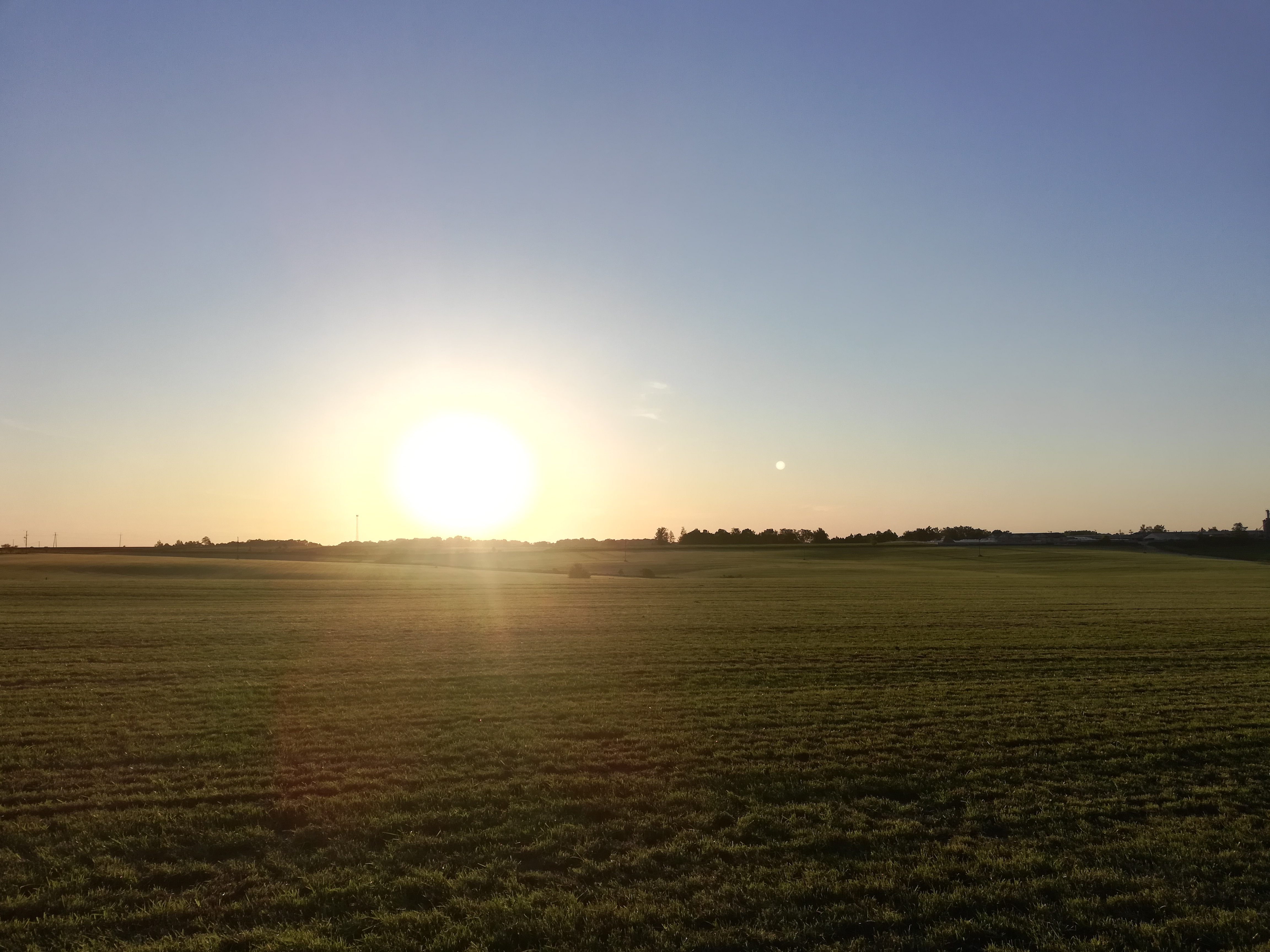
Rolnicze zagospodarowanie stoków doliny

Dolina powstała w utworach lessowych i lessopodobnych powstałych podczas plejstocenu (zlodowacenie południowopolskie) które przykrywają żwiry mioceńskie wypełniające zapadlisko przedkarpackie. Rozłóg charakteryzuje się płytką oraz szeroką rzeźbą, stoki są słabo nachylone, jest to forma charakterystyczna dla obszarów podgórskich (Podgórze Wilamowickie). Utwory tworzące stoki są słabo przepuszczalne, dolina odwadniana jest przez niewielki potok który sporadycznie zanika w lecie na skutek zwiększonego parowania. Potok płynący w dnie doliny jest dopływem Włosienia będącego dopływem Wieprzówki, w okolicach koryt cieków wytworzyły się młodsze (holoceńskie) osady aluwialne. Dominującym procesem geomorfologicznym wpływającym na kształt doliny jest spłukiwanie. Najwyższe partie stoków położone są około 15 - 20 metrów od dna doliny. 
Dno doliny sięga czwartorzędowego poziomu wodonośnego wód podziemnych, ich jakość jest średnia, woda wymaga prostego uzdatniania. 
Zbocza użytkowane są rolniczo, głównymi uprawami jest rzepak oraz jęczmień. Gleby tworzące dolinę należą do pszennego oraz zbożowo-pastewnego mocnego kompleksu glebowo-rolniczego. 
Średnia temperatura wynosi około 8 °C. Topografia terenu wpływa na mikroklimat, na skutek podmuchów wiatru najmniejsza suma opadów występuje na wierzchowinach doliny i rośnie aż do jej dna. Pokrywa śnieżna zalega dłużej na stokach eksponowanych na północ. Lokalne różnice w rozkładzie temperatury szczególnie widoczne są nocą, gdy cięższe chłodne powietrze spływa w dół doliny.